# FBI: Protezione testimoni 2
FBI: Protezione testimoni 2 (The Whole Ten Yards) è un film statunitense del 2004 diretto da Howard Deutch con Bruce Willis e Matthew Perry, sequel di FBI: Protezione testimoni (2000).

## Trama
Il film si apre con Lazlo Gogolak che parla ai suoi due figli: gli ordina di smetterla di litigare perché un giorno saranno i padroni del suo impero e dovranno collaborare e divide in due il dollaro che contiene il codice del suo conto multimilionario.
Dopo i fatti del primo episodio Oz (Matthew Perry) si è trasferito a Los Angeles con Cynthia (Natasha Henstridge) ed è diventato un dentista di successo ma ha sempre il timore che i nemici del passato ritornino e per questo ha riempito la sua nuova casa di armi e sistemi di sicurezza all'avanguardia.
Jill (Amanda Peet) e Jimmy (Bruce Willis) invece si sono nascosti in Messico dove Jill tenta di sfondare come killer, ma ottiene solo morti accidentali causate dalla sua goffaggine, mentre Jimmy è diventato, per copertura, una sorta di "casalinga tutto fare".
Nel frattempo Lazlo Gogolak (Kevin Pollak) è uscito di prigione e insieme al figlio Strabo (Frank Collison) prepara la vendetta per Janni, il suo primogenito ucciso da Jimmy nel primo film. Ma Cynthia e jimmy sapevano già tutto e hanno preparato un contropiano per riuscire a rubare a Lazlo il suo intero patrimonio. Cynthia si infiltra in casa di Lazlo "facendosi" rapire per recuperare il codice del conto del mafioso ungherese, OZ invece, sfuggito all'agguato in casa sua, cerca l'aiuto di Jimmy in Messico ma involontariamente porta Lazlo da Jimmy, costretto a quel punto a scappare con il dentista.
Jimmy, Jill e OZ sfuggiti di nuovo alle mani del vecchio capo mafia ritornano in America e grazie all'aiuto di Cynthia riescono a rapire Strabo così da avere un ostaggio da scambiare; ma in una sparatoria Strabo viene ferito a morte da un sicario di Lazlo e tutto il piano precipita. Jim e Jill litigano per il portafortuna di Jimmy, regalatogli da Cynthia, e per la goffaggine di Jill che ha portato alla morte di Strabo. OZ rimasto da solo si reca al suo studio dentistico dove rivela tutto quello che è successo alla sua assistente dicendo ormai di essere disperato perché impossibilitato a salvare sua moglie, ma in quel momento sovviene Jimmy che decide di aiutare definitivamente l'amico. I due però vengono messi fuori gioco dall'assistente di OZ che in realtà è la sorella di Franky Figgs (ucciso da Jim nel primo film) e sicario di Lazlo. Jim, OZ e Cynthia vengono legati insieme e messi sotto torchio da Lazlo per sapere dove si trova Strabo, che lui crede ancora vivo, e l'altra metà del suo codice bancario. In quel momento arriva Jill che tramite il trucco dello "scambio-scambiotto" e degli esplosivi riesce a mettere fuorigioco gli uomini di Lazlo e a salvare i suoi amici. Jill vorrebbe uccidere Lazlo, per farsi una reputazione da killer, ma Jim glielo impedisce perché non può uccidere, scioccando tutti con questa rivelazione, il suo stesso padre (i due bambini all'inizio del film erano Jimmy e Janni).
Il film si conclude con Lazlo che torna di nuovo in prigione e i quattro amici che scappano felici con il mega malloppo di Lazlo (280 milioni di dollari).

## Curiosità
- L'attore che interpreta Lazlo Gogolak (Kevin Pollak) ha interpretato anche Janni Gogolak, figlio di Lazlo e principale nemico nel primo film.